# Santiago Mostajo
Santiago Mostajo Gutiérrez (* 15. September 1932 in Calatayud; † 11. Januar 2005 in Barcelona) war ein spanischer Radrennfahrer und nationaler Meister im Radsport.

## Sportliche Laufbahn
Mostajo war im Bahnradsport und im Straßenradsport aktiv. 1952 siegte er in der nationalen Meisterschaft im Sprint der Amateure sowie im Punktefahren. Von 1952 bis 1961 war er Unabhängiger und Berufsfahrer.
Im Straßenradsport gewann er 1953 die Trofeo Borras, 1956 eine Etappe in der Vuelta a Mallorca und 1957 eine Etappe der Katalonien-Rundfahrt. In der Trofeo Jaumendreu wurde er 1955 Zweiter, 1952 und 1954 jeweils Dritter.